# Museu Arqueològic d'Àqaba
El  Museu Arqueològic d'Àqaba (àrab: متحف آثار العقبة, Matḥaf Aṯār al-ʿAqaba) és un museu arqueològic públic de la ciutat d'Àqaba, a Jordània.

## Ubicació
El museu es troba a la ciutat vella d'Àqaba, al costat de l'històric castell de la ciutat i prop del masteler d'Àqaba.

## Història
L'edifici que alberga el museu va ser el palau del xerif Hussein ibn Ali, fundador de la dinastia haiximita, i va ser construït poc després de la Primera Guerra Mundial, en 1917. El museu va ser fundat en 1989 i obert oficialment l'1 de gener de 1990.

## Col·lecció
El museu alberga artefactes de l'edat de bronze que van ser descoberts a Tall Hujayrat Al-Ghuzlan, un jaciment arqueològic prop d'Àqaba, i que daten de l'any 4000 aC. El descobriment de l'assentament de Tall Hujayrat Al-Ghuzlan proporciona una prova important que Àqaba és un dels emplaçaments amb població continuada més antics a la regió i que va tenir producció de coure.
El museu també alberga una col·lecció d'artefactes que van des del segle vii fins a principis del segle xii. Algunes de les peces més conegudes de les col·leccions del museu inclouen una gran inscripció d'un vers alcorànic que penjava sobre la porta oriental de la ciutat al segle ix, així com monedes d'or que daten dels fatimites i monedes del regne de Sigilmasa, al Marroc.

## Galeria

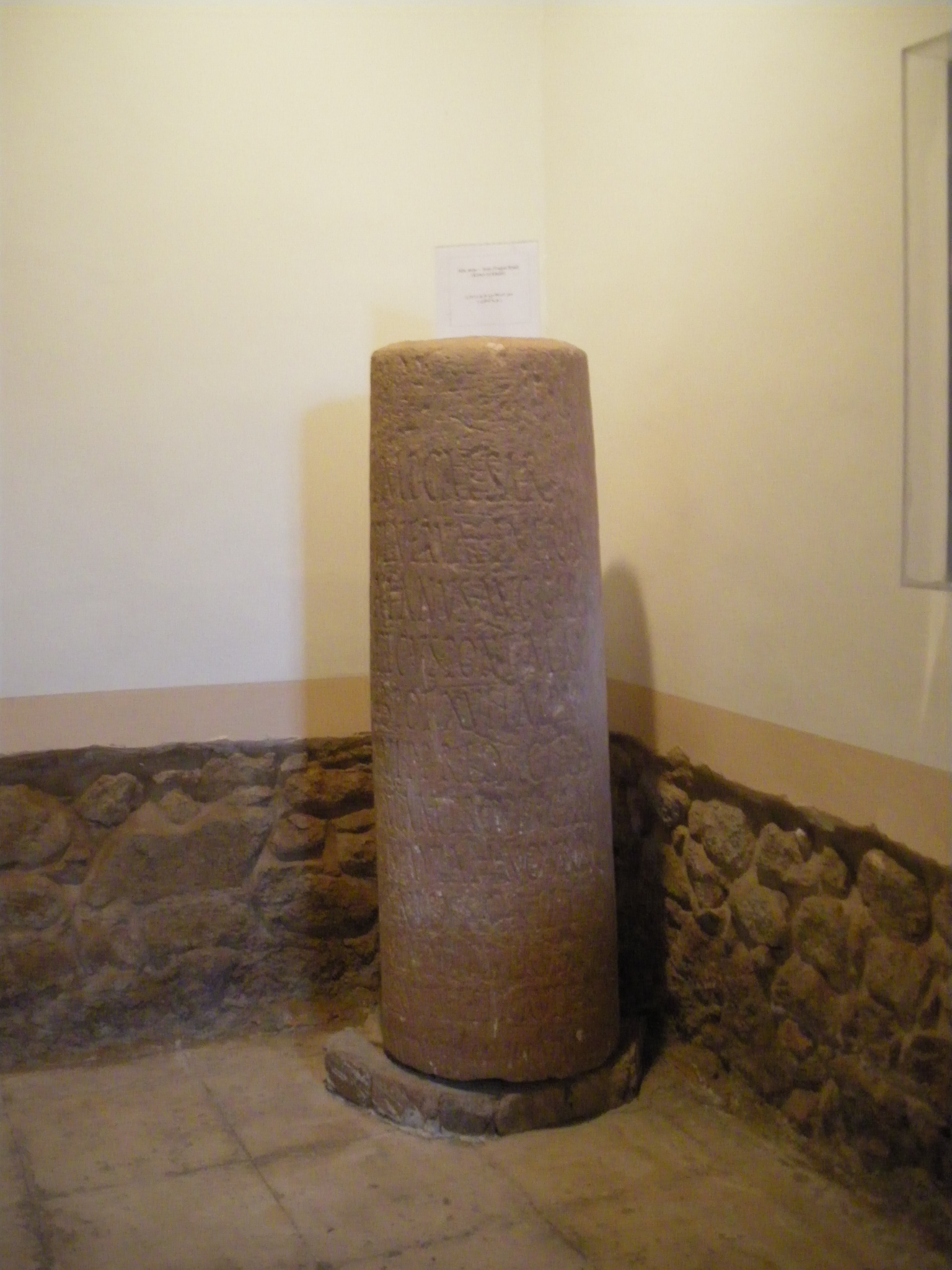
La fita número 1 de la històrica ruta comercial llevantina Via Trajana Nova.
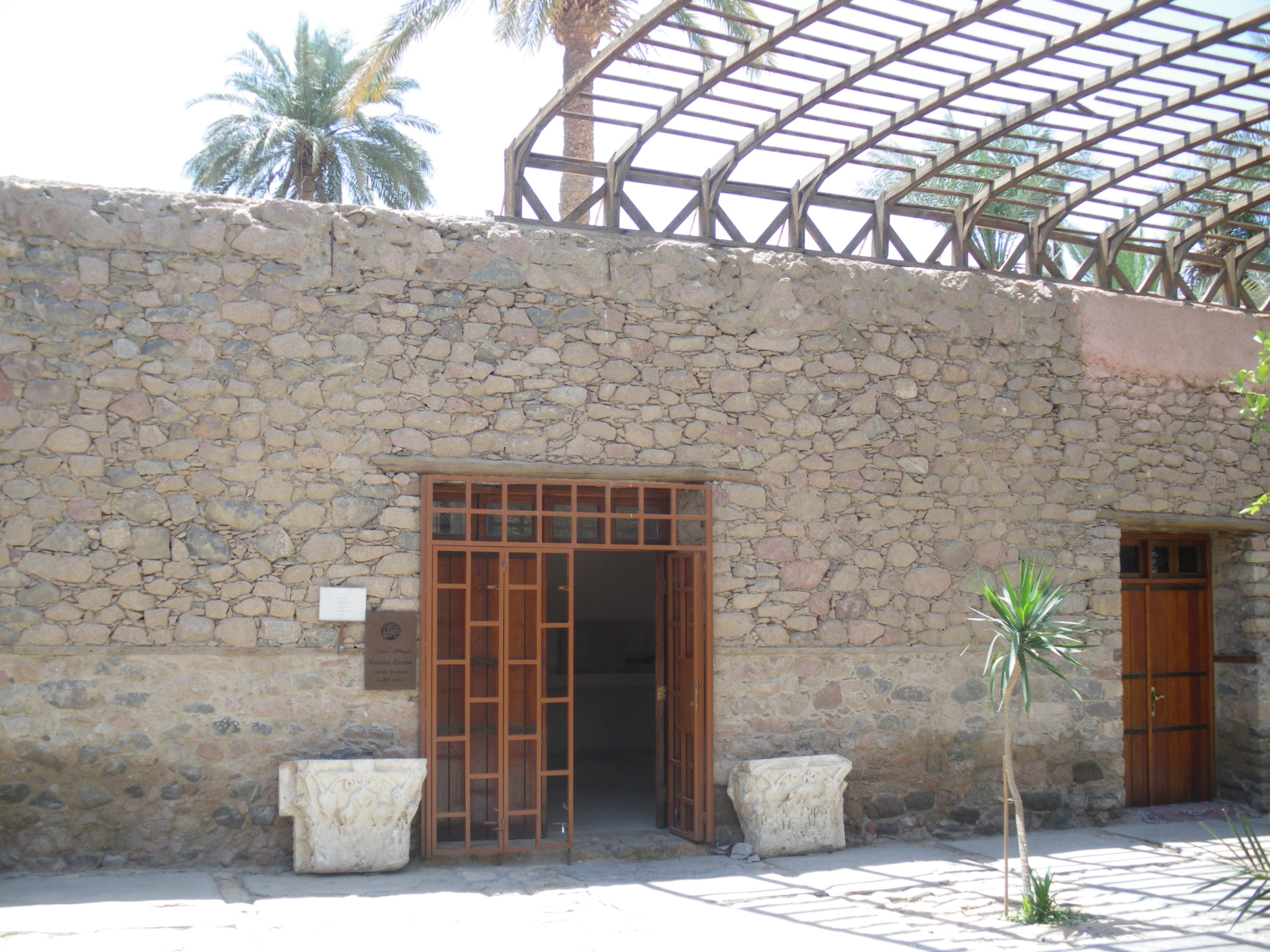
El museu va ser construït originalment en 1917 per ser el palau de Hussein ibn Ali
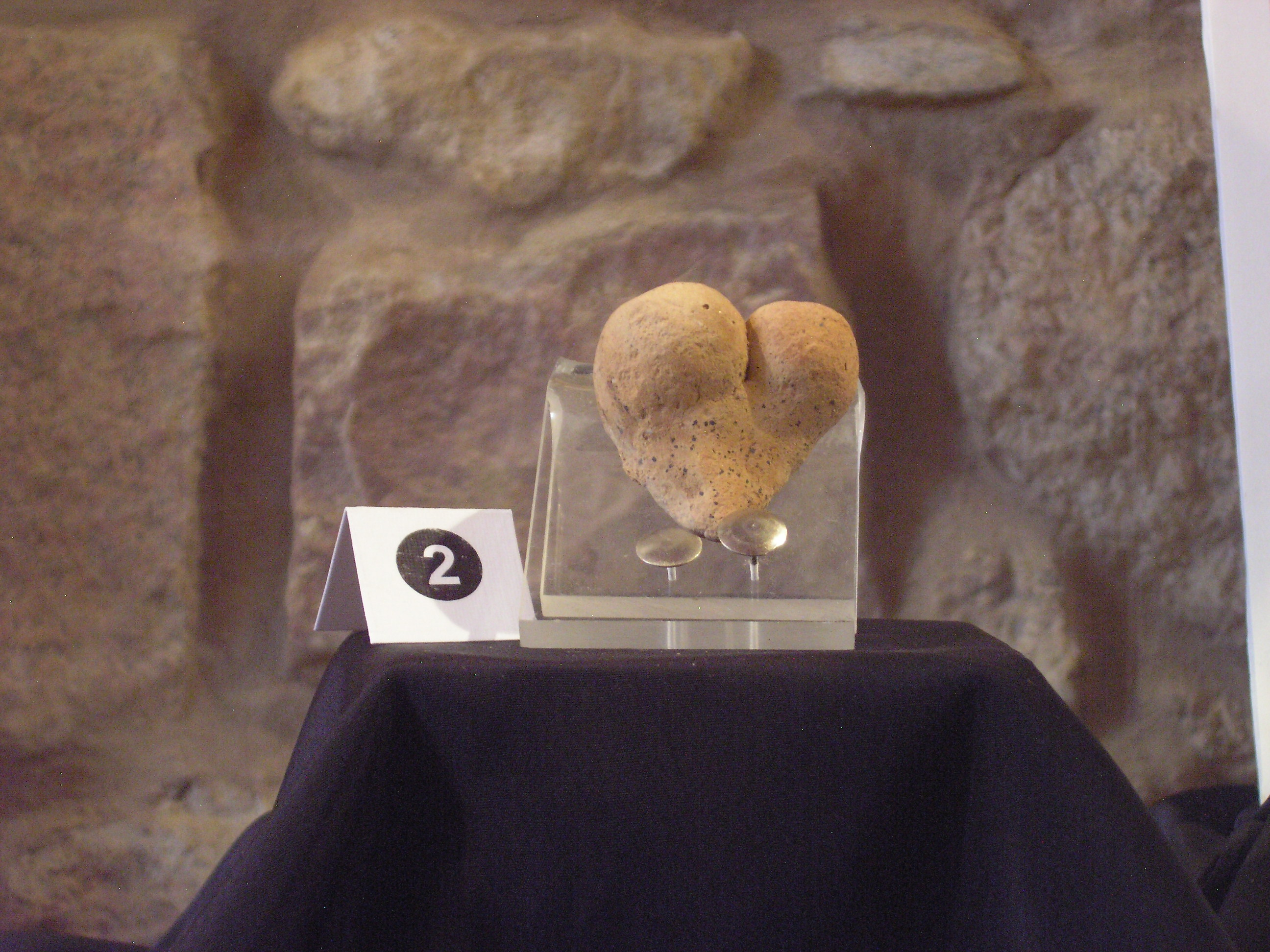
La «Senyora d'Àqaba», descoberta a Tall Hujayrat Al-Ghuzlan.